# Cleofás
Cleofás es el nombre con el que se hace referencia a dos personas que aparecen en la Biblia.
Una de ellas es Cleofás, uno de los discípulos a quien Jesús en su resurrección se aparece en la localidad de Emaús. Su fecha en el martirologio es el 25 de septiembre.

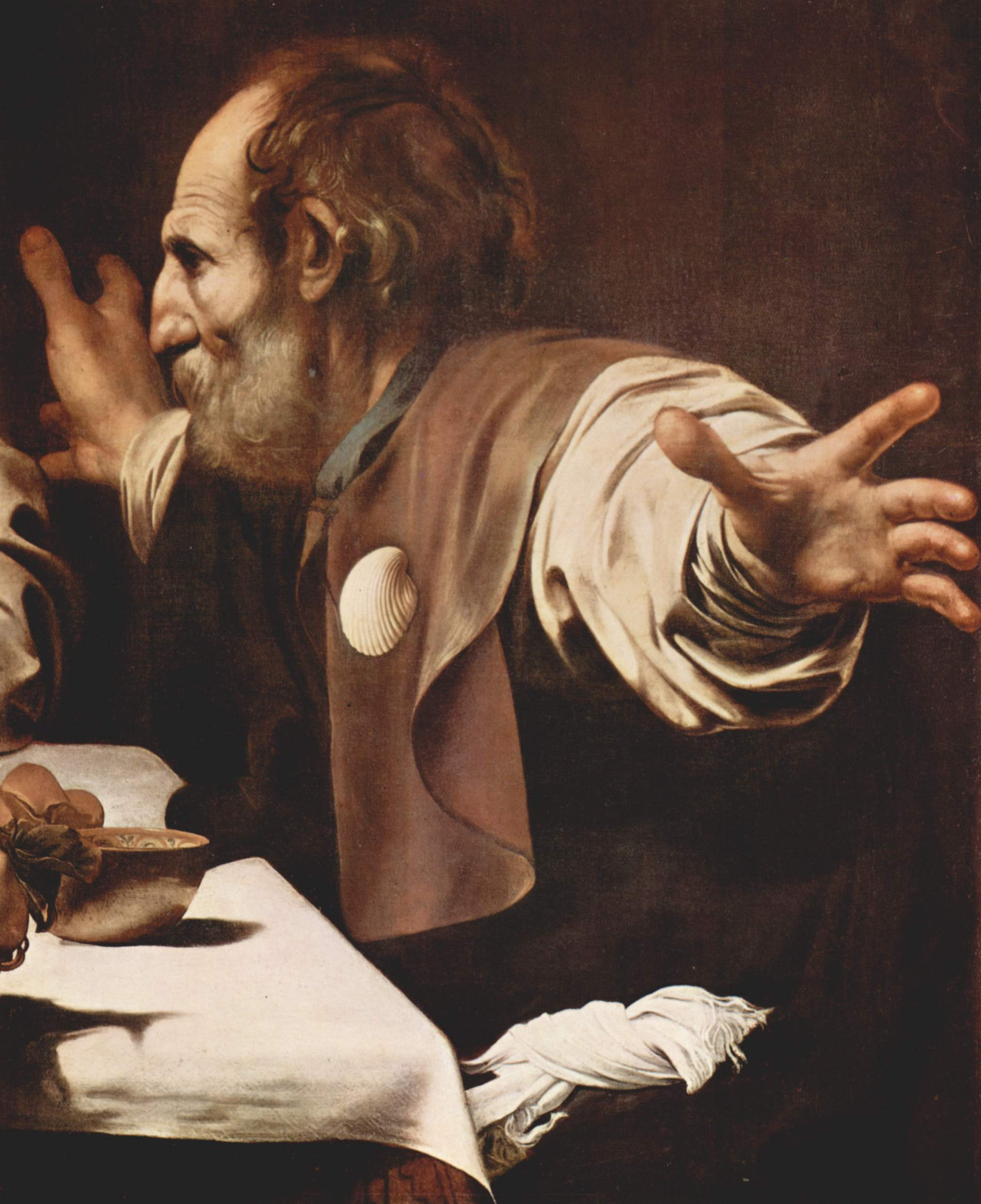
Santiago el Mayor en la Cena de Emaús. Detalle de la obra de Caravaggio.

La otra persona es Clopás, también referida como Cleofás. La única referencia que existe de él es a través de la mención de una tal María he teu Klopa, traducida generalmente como María de Cleofás. Muchos creen que Clopás es la transliteración griega de la forma aramea de Alphaeus, que llega al español como Alfeo.
Cleofás también aparece en los primeros escritos cristianos de Papías y Hegesipo (siglo II) como hermano de José de Nazaret, el esposo de María, madre de Jesús, y como el padre de Simeón, el segundo obispo de Jerusalén.  Eusebio de Cesarea (siglo IV) lo menciona cuando relata la reunión de los apóstoles y discípulos de Jesús para elegir a quien dirigiría la Iglesia de Jerusalén después de la destrucción de la ciudad en el año 70.

Todos ellos deliberaron acerca de quién había de ser juzgado digno de la sucesión de Jacobo, y por unanimidad todos pensaron que Simeón, el hijo de Clopás (a quien también menciona el texto del Evangelio), merecía el trono de aquella región, por ser, según se dice, primo del Salvador, pues Hegesipo cuenta que Clopás era hermano de José.
Eusebio de Cesarea, Historia Eclesiástica, III

Epifanio agrega que José y Cleofás eran hermanos, hijos de Jacob, apodado Pantera.
En el Evangelio del pseudo-Mateo, que probablemente fue escrito en el siglo VII, se afirma que la hermana de María, la madre de Jesús, era María de Cleofás, hija de Cleofás y Ana.

[...] con Jesús y María, su madre, iba también la hermana de ésta, María, hija de Cleofás, que el Señor Dios había dado a su padre Cleofás y a su madre Ana, porque habían ofrecido al Señor a María, la madre de Jesús. Y esta María había sido llamada con el mismo nombre de María para consolar a sus padres.
 Pseudo-Mateo, XLII

En la tradición medieval, Cleofás es el segundo esposo de Santa Ana y padre de "María de Cleofás".
Según los fragmentos de la obra Exposiciones de los Oráculos del Señor del padre apostólico Papías de Hierápolis, que vivió cerca del 70-163 d. C., Cleofás y Alfeo son la misma persona, y María, la esposa de Cleofás o Alfeo, sería la madre de Santiago el hermano de Jesús, de Simón y de Judas (Tadeo) y de un José.

(1) María, la madre del Señor; (2) María, esposa de Cleofás o Alfeo, quien fue madre de Santiago el obispo y apóstol, de Simón y de Tadeo, y de un José; (3) María Salomé, esposa de Zebedeo, madre de Juan el evangelista y Santiago; (4) María Magdalena. Estos cuatro se encuentran en el Evangelio...
Papías, Exposiciones de los Oráculos del Señor (Fragmento X)

Para el teólogo anglicano J. B. Lightfoot este fragmento citado anteriormente sería espurio, ya que según él dicho fragmento habría sido escrito en realidad por otro Papías, quien habría vivido en el siglo XI.

## Citas bíblicas
1. ↑  Lucas 24:13-18
2. ↑  Juan 19:25